# 貝瑞塔
皮埃特罗·貝瑞塔武器制造厂股份公司（義大利語：Fabbrica d'Armi Pietro Beretta S.P.A.）是義大利主要的槍枝製造商，他們的武器都廣泛的被全世界的平民、警察與軍隊所使用。

## 歷史
貝瑞塔是全世界最古老的軍械企業之一，也頗為人知，由同一個家族營運了將近500年，使其成為世界上歷史最悠久並且仍然在經營的公司。貝瑞塔公司於1526年創立，創業資金來自當時加爾多內槍匠為威尼斯共和國大公鍛造185柄火繩槍的酬勞而收取的296個金幣；今日貝瑞塔公司的擁有者是，是的後裔。事實上，傳統的貝瑞塔家族血緣事實上被所截斷，因為他的叔叔們和沒有後嗣，所以收養了，他是一位修女的兒子——並且給了他貝瑞塔家族的姓。貝瑞塔現在由他和他的兒子和營運。

## 產品
貝瑞塔公司因他們的產品廣涉於各種類型槍械而出名，包括霰彈槍、步槍、卡賓槍、衝鋒槍、左輪手槍和手槍。母公司貝瑞塔控股公司也同時擁有貝瑞塔USA、伯奈利（Benelli）、Franchi、薩科（SAKO）、Stoeger、Tikka和Uberti，並且是埃斯塔勒国营工厂的合夥公司。貝瑞塔所製造的產品被認為是品質良好、耐用和可信賴的產品。
貝瑞塔最有名的產品是使用9毫米魯格彈的92系列手槍，這把槍在美國動作片裡經常出現。此槍也在不同的時間內成為多個國家的軍隊所使用的制式手槍。
1985年，貝瑞塔在美國一次有爭議的投標內，被選為負責替美國軍方生產其M9制式手槍，獲得了50萬把的訂單，並曾有許多後續的交易，不過美國的條件是所有的手槍必須在美國國內生產，因此貝瑞塔在馬里蘭州的阿科奇克設置廠房並生產其手槍給美國的軍方、執法部門和平民市場。

## 外部連結
- （英文）-Beretta worldwide website （页面存档备份，存于）
- （英文）-Beretta military weapons （页面存档备份，存于）
- （英文）-Berettaworld information site （页面存档备份，存于）
- （英文）-Berettaweb information site （页面存档备份，存于）
- （英文）-Largest Beretta Collection Outside the Factory （页面存档备份，存于）
- （英文）-Beretta Handgun Information and Discussion
- （英文）-Free Beretta 92FS Disassembly & Assembly Videos （页面存档备份，存于）
- （英文）-Beretta M-92 （页面存档备份，存于）